# Rio, Eu Te Amo
Rio, Eu Te Amo é o terceiro filme da franquia Cities of Love do qual fazem parte as produções Paris, Je T'aime e New York, I Love You. Nele, dez diretores de diferentes regiões do mundo filmam pequenas histórias ambientadas em vários pontos da cidade. As histórias são reunidas posteriormente um décimo primeiro diretor.

## Produção
Na versão carioca participam os diretores brasileiros Carlos Saldanha (de Era do Gelo 2 e Rio) , José Padilha (de Tropa de Elite), Andrucha Waddington (de Casa de Areia) e Fernando Meirelles (de Cidade de Deus), a libanesa Nadine Labaki (de Caramelo), o mexicano Guillermo Arriaga (de Babel), o australiano Stephan Elliot (de Priscilla, a Rainha do Deserto), o italiano Paolo Sorrentino (de A Grande Beleza), o norte-americano John Turturro e o sul-coreano Im Sang-Soo (de A Mulher do Bom Advogado).
As sequências de abertura e encerramento, além das transições ficaram a cargo do brasileiro Vicente Amorim, enquanto o músico Gilberto Gil compõe a música-tema.
De agosto a outubro de 2013 as dez sequências e as cenas de ligação entre elas foram rodadas em dez pontos diferentes da cidade do Rio de Janeiro. As produtoras responsáveis pelo filme, entre elas a estatal Rio Filme divulgaram que o custo da produção foi de R$20 milhões.

## Segmentos
Cada um dos dez segmentos contará uma pequena história ambientada em uma região da cidade, que juntas comporão um filme completo.

### Eu te amo
Dirigido pelo australiano Stephan Elliot o trecho trata da improvável amizade entre um taxista brasileiro (Marcelo Serrado) e um mal humorado ator estrangeiro (Ryan Kwanten) que, encantado pelas belezas do Rio, decide escalar o Pão de Açúcar, no bairro da Urca.

### Grumari
Dirigido e roteirizado pelo italiano Paolo Sorrentino, trata-se de uma thriller psicológico e noir sobre um vínculo entre um casal (Emily Mortimer e Basil Hoffman) que se desfaz na praia de Grumari, na Zona Oeste da cidade.

### Vidigal
Diretor:  Im Sang-Soo
Elenco:  Tonico Pereira e  Roberta Rodrigues
Sinopse: Ambientado no morro do Vidigal é uma espécie de homenagem aos garçons brasileiros. Um morador da comunidade faz um piquenique na tentativa de impressionar a sua amada.

### Pas de Deux
Diretor:  Carlos Saldanha
Elenco:  Rodrigo Santoro e  Bruna Linzmeyer
Sinopse: Primeiro filme em live-action dirigido pelo animador brasileiro se passa no interior e nas imediações do Theatro Municipal do Rio de Janeiro, na região da Cinelândia, no centro da cidade, e retrata um casal de bailarinos que entra em crise por causa da carreira, que pode separá-los, momentos antes de iniciarem uma importante apresentação no teatro.

### O Milagre
Diretor:  Nadine Labaki
Elenco:  Harvey Keitel e  Cauã Antunes
Sinopse: Um ator estrangeiro precisa usar um telefone público que está ocupado por um garoto que afirma estar esperando uma ligação de Jesus. É ambientando na região portuária, no bairro da Gamboa, e na Estação Leopoldina.

### Pedra Bonita
Diretor:  José Padilha
Sinopse: Rodado na Pedra Bonita, no Parque Nacional da Tijuca, é a história de um casal em crise durante um voo duplo de  asa delta.

### Texas
Diretor:  Guillermo Arriaga
Elenco:  Márcio Rosário e  Laura Neiva
Sinopse: Rodado no bairro histórico de Santa Teresa conta a história de um boxeador que perde um braço, mas precisa voltar a lutar para pagar o tratamento de sua mulher.

### Dona Fulama
Diretor:  Andrucha Waddington
Elenco:  Fernanda Montenegro,  Regina Casé,  Hugo Carvana,  Sandro Rocha,   Stephan Nercessian e  Eduardo Sterblitch
Sinopse: Uma moradora de rua que  descobre o amor pelo neto nas ruas do centro da cidade.

### Copacabana
Diretor:  Fernando Meirelles
Elenco:  Vincent Cassel e  Débora Nascimento
Sinopse: Um mosaico de histórias de amor revelado por meio de olhares e  pensamentos dos frequentadores do calçadão da Praia de Copacabana.

### Ilha de Paquetá
Diretor:  John Turturro
Elenco:  John Turturro

## Lançamento
Filmado entre agosto de 2013 e janeiro de 2014, o filme estreou em setembro de 2014.

## Elenco
Elenco em ordem alfabética:
- Basil Hoffman
- Bruna Linzmeyer
- Cláudia Abreu
- Débora Nascimento
- Eduardo Sterblitch
- Emily Mortimer
- Fernanda Montenegro
- Harvey Keitel
- Jason Isaacs
- John Turturro
- Land Vieira
- Laura Neiva
- Marcelo Serrado
- Márcio Garcia
- Michel Melamed
- Nadine Labaki
- Roberta Rodrigues
- Rodrigo Santoro
- Ryan Kwanten
- Tonico Pereira
- Vanessa Paradis
- Vincent Cassel